# Utopia (Travis Scott)
Utopia è il quarto album in studio del rapper statunitense Travis Scott, pubblicato il 28 luglio 2023 dalle etichette discografiche Cactus Jack Records e Epic Records.
L'album è stato prodotto da Travis Scott stesso con la collaborazione di diversi produttori, tra cui Mike Dean, James Blake, Pharrell Williams, Kanye West, Wheezy, Hit-Boy, Metro Boomin e BNYX. L'album vede la partecipazione di numerosi artisti, sia vocalmente che nella scrittura e produzione dei brani, tra cui Beyoncé, SZA, The Weeknd, Playboi Carti, 21 Savage, Future, Bad Bunny, Drake, Young Thug e Yung Lean. Il progetto, che era in lavorazione dal 2019, è stato supportato dai singoli K-pop, Delresto (Echoes), Meltdown e I Know?.
Utopia ha superato un milione di vendite in meno di un mese e ha debuttato al primo posto in ventuno stati diversi, vendendo 496 000 copie nella prima settimana negli Stati Uniti e superando il record di vendite di vinili di album rap nella prima settimana in commercio, che apparteneva precedentemente ad Astroworld, il terzo album di Scott del 2018.
L'album è stato candidato ai Grammy Awards 2024 e ai Billboard Music Awards 2024 come miglior album rap, senza vincere però nessuno dei due premi.

## Antefatti
Nel 2020, due anni dopo la pubblicazione del terzo album in studio Astroworld, Scott ha caricato un post su Instagram con la didascalia «Utopia», facendo trapelare che si trattasse del titolo di un nuovo progetto discografico. Nel 2021 ha confermato di essere in studio di registrazione. In un'intervista rilasciata a I-D nel febbraio 2021, Scott ha dichiarato di aver lavorato con nuovi artisti, cercando di espandere il suo sound e rappando su nuovi beat creati di recente. Nel maggio 2021, il produttore Mike Dean ha dichiarato che Scott stava registrando musica simile a quella del suo mixtape di debutto, Owl Pharaoh (2013). In un'intervista rilasciata a Women's Wear Daily nel mese di giugno 2021, Scott ha descritto il suono di Utopia, affermando di essere al lavoro ad un «rock psichedelico». Nell'agosto 2021, Scott ha firmato un contratto cinematografico con A24 e ha annunciato un suo film basato sull'album, Circus Maximus, proiettato per la prima volta nei teatri il 27 luglio 2023.

## Descrizione
L'album è stato descritto come un album sperimentale con elementi di trap, pop rap, cloud rap e psichedelia. Diversi critici hanno notato la forte influenza dell'album di Kanye West del 2013 Yeezus, al quale Scott aveva partecipato come produttore e del quale sono presenti anche campionamenti.
L'album vede la collaborazione di Teezo Touchdown, Drake, Playboi Carti, Beyoncé, Rob49, 21 Savage, The Weeknd, Swae Lee, Yung Lean, Dave Chappelle, Young Thug, Westside Gunn, Kid Cudi, Bad Bunny, SZA, Future e James Blake.

## Promozione
Il 22 luglio, a Miami, in Florida, durante la sua esibizione al Rolling Loud, Scott ha dichiarato che quella sarebbe stata l'ultima volta che avrebbe eseguito la scaletta dell'era Astroworld e che Utopia sarebbe stato pubblicato il 28 luglio 2023, insieme a un film intitolato Circus Maximus, visibile in anteprima nei AMC Theatres la sera prima.
Il 10 luglio 2023 Scott ha annunciato un concerto di lancio di Utopia che sarebbe stato trasmesso dal vivo in streaming dalle Piramidi di Giza del Cairo, in Egitto, previsto per il 28 luglio successivo. Il 17 luglio 2023 è circolata la voce che il Sindacato dei musicisti d'Egitto avesse rilasciato una dichiarazione in cui si affermava che «a causa di informazioni su rituali particolari eseguiti dalla star durante la sua esibizione, che contraddicono i nostri autentici valori e tradizioni sociali, il presidente e il consiglio di amministrazione del Sindacato hanno deciso di annullare la licenza rilasciata per ospitare questo tipo di concerto, che va contro l'identità culturale del popolo egiziano». Live Nation Entertainment, l'organizzatore del concerto, ha rilasciato una dichiarazione in cui affermava che tali articoli erano falsi e che lo spettacolo sarebbe avvenuto. Il 26 luglio 2023 Live Nation Entertainment ha rivelato che l'evento di lancio alle Piramidi di Giza sarebbe stata annullata a causa di problemi di costruzione nel deserto, e che avrebbero collocato l'evento in un nuovo luogo e data. Il 1º agosto 2023, il rapper ha annunciato il nuovo concerto evento dal titolo Circus Maximus, presso il Circo Massimo di Roma, il 7 agosto 2023.
Il giorno dopo il concerto, il rapper annuncia l'Utopia Circus Maximus Tour, composto da una tappa nordamericana ed una europea. Le date della prima tappa vengono rivelate tre settimane più tardi, con inizio fissato a ottobre 2023.

## Accoglienza
| Recensione     | Giudizio |
| -------------- | -------- |
| Clash          | 9/10     |
| HipHopDX       |          |
| NME            |          |
| Pitchfork      | 5.7/10   |
| Slant Magazine |          |
| The Guardian   |          |

Utopia ha ottenuto recensioni perlopiù positive da parte della critica specializzata. Su Metacritic, sito che assegna un punteggio normalizzato su 100 in base a critiche selezionate, l'album ha ottenuto un punteggio medio di 65 basato su otto recensioni.
Robin Murray di Clash assegna all'album un punteggio di 9 su 10, apprezzato per «la sua audacia, la spavalderia e il continuo infrangere le regole», riportando che «Utopia non è costruito attraverso vanti: c'è un senso di evoluzione, di una voce che si scontra con le barriere che erigiamo nelle nostre vite». Paul Attard di Slant Magazine riporta che l'album «funziona meno come un lavoro coeso e più come una serie di brani di grande effetto», presentando «una disordinata sezione centrale, dove si ha la sensazione che Scott abbia perso il filo conduttore», trovandolo in conclusione «con tutte le sue asperità, un gran bel viaggio». Il giornalista afferma che il rapper non si preoccupa «di quello che dice quanto delle emozioni e dei sentimenti che la sua musica trasmette» e «che pochi nel panorama hip-hop odierno possono essere considerati davvero un autore come Scott».
Nathan Evans di NME ha riflettuto sull'influenza di Kanye West sul progetto, scrivendo che «Scott fa un passo indietro nell'ombra gigantesca del suo mentore. Kanye West, non è solo un'ispirazione ma un'apparizione che incombe sull'identità di Scott in questo album». Evans ha anche affermato che il rapper «sembra impazzito dalla ricerca di quel mondo vago», cercando «lo spettro per arruolare superstar del pop, l'A-Team della trap, i geni dell'elettronica e gli eroi alternativi».

## Riconoscimenti
Grammy Award
- 2024 – candidatura al miglior album rap[61][62]

Billboard Music Award
- 2024 – candidatura al miglior album rap[35]

### Riconoscimenti di fine anno
- 3º — Complex[63]
- 14° — HotNewHipHop[64]
- 21º — Billboard[65]
- Meglio del 2023 — Uproxx[66]
- Meglio del 2023 — ShondaLand[67]

## Tracce
1. Hyaena – 3:47 (Travis Scott, Mike Dean, WondaGurl, Andy Votel, Derek Shulman, Kerry Minnear, Noah Goldstein, Ray Shulman, Eddie Hazel, George Clinton)
2. Thank God – 3:04 (Allen Ritter, WondaGurl, Travis Scott, Kanye West, BoogzDaBeast, KayCyy, Finatik, Zac, Stormi Webster)
3. Modern Jam (feat. Teezo Touchdown) – 4:15 (Travis Scott, Guy-Manuel de Homem-Christo, Mike Dean, Teezo Touchdown, Jahaan Sweet)
4. My Eyes – 4:11 (Travis Scott, Buddy Ross, Wheezy, WondaGurl, Vegyn, Sampha, Dua Saleh, Justin Vernon)
5. God's Country – 2:07 (Travis Scott, 30 Roc, Dez Wright, ZenTachi, Kanye West)
6. Sirens – 3:24 (Buddy Ross, Isaac Mpofu, Travis Scott, Jahaan Sweet, John Fannon, Keith Kabwe, Noah Goldstein, E.Vax, BNYX)
7. Meltdown (feat. Drake) – 4:06 (Travis Scott, Drake, BNYX, Coleman, Boi-1da, Vinylz, Tay Keith)
8. Fe!n (feat. Playboi Carti) – 3:11 (Travis Scott, Playboi Carti, Sheck Wes, Jahaan Sweet)
9. Delresto (Echoes) (feat. Beyoncé) – 4:34 (Travis Scott, Mike Dean, Allen Ritter, Beyoncé, James Blake, Hit-Boy, Justin Vernon, umru, The-Dream)
10. I Know ? – 3:31 (Coleman, Travis Scott, OZ, Buddy Ross, Terrance George)
11. Topia Twins (feat. Rob49 e 21 Savage) – 3:43 (Travis Scott, Rob49, 21 Savage, Wheezy, Cadenza, Harry Edwards, Dez Wright, Hoops, Cash)
12. Circus Maximus (feat. The Weeknd e Swae Lee) – 4:18 (Travis Scott, Noah Goldstein, Jahaan Sweet, WondaGurl, Mike Dean)
13. Parasail (feat. Yung Lean e Dave Chappelle) – 2:34 (Travis Scott, Yung Lean, Buddy Ross, Dave Chappelle, Jahaan Sweet, Vegyn, Noah Goldstein, Anthro, Don Toliver)
14. Skitzo (feat. Young Thug) – 6:06 (Travis Scott, Young Thug, Boi-1da, Jahaan Sweet, Sevn Thomas, Coleman, Nik Dean, Slim Pharaoh, Nami, Travis Sayles, WondaGurl, Dougie F, India.Arie)
15. Lost Forever (feat. Westside Gunn) – 2:43 (Travis Scott, Westside Gunn, James Blake, Dom Maker, The Alchemist, Dougie F, Elliott Baker)
16. Looove (feat. Kid Cudi) – 3:46 (Travis Scott, Pharrell Williams, Kid Cudi)
17. K-pop (con Bad Bunny e The Weeknd) – 3:05 (Travis Scott, Bad Bunny, The Weeknd, BNYX, Boi-1da, Illangelo, Jahaan Sweet, DVLP)
18. Telekinesis (feat. SZA e Future) – 5:53 (Travis Scott, Future, SZA, Kanye West, Victory, Farsi, Nizzy, Jahaan Sweet, Nabeyin, Hudson Mohawke)
19. Til Further Notice (feat. James Blake e 21 Savage) – 5:14 (Travis Scott, 21 Savage, James Blake, Metro Boomin)

Note
- Hyaena contiene un campionamento di Proclamation dei Gentle Giant e di Maggot Brain dei Funkadelic.[68]
- Thank God contiene vocali non accreditati di KayCyy e Stormi Webster.[69][70]
- Modern Jam contiene un campionamento della demo di I Am a God di Kanye West.[43]
- My Eyes contiene un campionamento di Over There di the Japanese House e vocali non accreditati di Sampha e Justin Vernon.[71][72]
- Sirens contiene un campionamento di Explorer Suite dei New England e di Nsuka Lwendo di Amanaz e vocali non accreditati di Drake.[72][73]
- Delresto (Echoes) contiene vocali non accreditati di Justin Vernon.[73]
- Circus Maximus contiene un campionamento non accreditato di Black Skinhead di Kanye West.[74]
- Parasail contiene un campionamento non accreditato di Drug Song di Dave Bixby.[73]
- Lost Forever contiene un campionamento di Don't Be So Nice di Chuck Senrick.[68]
- Looove contiene un campionamento non accreditato di Numbers on the Board di Pusha T.[75]

## Successo commerciale
Negli Stati Uniti, Utopia ha esordito al primo posto della classifica Billboard 200, guadagnando 496 000 unità equivalente ad album, di cui 252 000 di vendite di copie fisiche, nella prima settimana. Questo è stato il quarto album di Scott a raggiungere la vetta della classifica e il terzo per il quale è stato accreditato. Tutte le 19 canzoni dell'album hanno esordito nella Billboard Hot 100, rendendo Scott il 15° artista nella storia della classifica a registrare più di 100 entrate in carriera.
Nel Regno Unito, Utopia ha esordito al primo posto della UK Albums Chart, diventando il primo album di Scott a raggiungere questo traguardo. Ha inoltre ottenuto la più grande settimana di streaming nel 2023 per un album nel Paese. L'album ha raggiunto anche la vetta della Irish Albums Chart. In Australia, Utopia è diventato il secondo album in studio di Scott a esordire al primo posto della ARIA Albums Chart, dopo Astroworld (2018). Inoltre, diciotto brani dell'album hanno debuttato nella ARIA Singles Chart.

## Classifiche

### Classifiche settimanali
| Classifica (2023) | Posizione massima |
| ----------------- | ----------------- |
| Australia         | 1                 |
| Austria           | 1                 |
| Belgio (Fiandre)  | 3                 |
| Belgio (Vallonia) | 1                 |
| Canada            | 1                 |
| Danimarca         | 1                 |
| Finlandia         | 1                 |
| Francia           | 1                 |
| Germania          | 2                 |
| Irlanda           | 1                 |
| Islanda           | 1                 |
| Italia            | 1                 |
| Lettonia          | 1                 |
| Lituania          | 2                 |
| Norvegia          | 1                 |
| Nuova Zelanda     | 1                 |
| Paesi Bassi       | 1                 |
| Polonia           | 2                 |
| Portogallo        | 2                 |
| Regno Unito       | 1                 |
| Repubblica Ceca   | 1                 |
| Slovacchia        | 1                 |
| Spagna            | 2                 |
| Stati Uniti       | 1                 |
| Svezia            | 1                 |
| Svizzera          | 1                 |
| Ungheria          | 1                 |

### Classifiche di fine anno
| Classifica (2023) | Posizione |
| ----------------- | --------- |
| Australia         | 34        |
| Austria           | 10        |
| Belgio (Fiandre)  | 53        |
| Belgio (Vallonia) | 36        |
| Canada            | 16        |
| Danimarca         | 26        |
| Germania          | 31        |
| Islanda           | 7         |
| Italia            | 22        |
| Norvegia          | 9         |
| Nuova Zelanda     | 32        |
| Paesi Bassi       | 34        |
| Portogallo        | 52        |
| Regno Unito       | 47        |
| Spagna            | 88        |
| Stati Uniti       | 10        |
| Svizzera          | 2         |
| Ungheria          | 11        |
| Classifica (2024) | Posizione |
| Canada            | 11        |
| Italia            | 26        |
| Polonia           | 13        |
| Portogallo        | 7         |
| Slovacchia        | 5         |
| Stati Uniti       | 16        |
| Ungheria          | 11        |